# Juanulloa
Juanulloa é um género botânico pertencente à família Solanaceae, nativa da América do Sul e Central. O nome é uma homenagem aos navegadores e exploradores Jorge Juan e Antonio de Ulloa.